# الحاني (مأرب)

تعديل مصدري - تعديل

الحاني هي إحدى قرى عزلة ال راشد منيف بمديرية مأرب التابعة لمحافظة مأرب، بلغ تعداد سكانها 619 نسمة حسب تعداد اليمن لعام 2004.